# Älvdalen (commune)
La commune d'Älvdalen est une commune du comté de Dalécarlie en Suède. 7 052 personnes y vivent. Son siège se trouve à Älvdalen.
D'une superficie de 6 913 km2, elle est la douzième commune la plus grande de Suède et abrite pas moins de deux parcs nationaux. C'est là également que se trouve le point de Scandinavie le plus éloigné de la mer.
La commune d'Älvadalen abrite les derniers locuteurs du dalécarlien, une langue scandinave réputée proche du vieux norrois.

## Histoire
Les villages de Särna et Idre ont été cédés à la Suède par la Norvège lors du traité de Brömsebro, le 13 août 1645.
La commune d'Älvdalen a été créée en 1971 à la suite de la fusion des trois communes de Särna, Idre et Älvdalen.

## Géographie
On considère que la commune peut être divisée géographiquement en trois parties:

### Nord
La partie située au nord de la commune se trouve dans les Alpes scandinaves. Elle abrite deux montagnes assez hautes pour la Suède: le Storvätteshågna (1 203 mètres) et le Städjan (1 131 mètres). Le Parc national de Töfsingdalen se trouve également dans cette zone.
Elle est influencée culturellement par les Saami.
Le village d'Idre, qui compte environ 800 habitants, est une station de ski connue.

### Centre
La partie centrale est recouverte de forêt et comprend le Parc national de Fulufjället, créé en 2002. Les plus grandes chutes d'eau de Suède, les Njupeskär, se trouvent dans ce parc. C'est également là que se situe le point le plus éloigné de la mer de toute la Scandinavie.
Elle subit les influences de la Norvège voisine et son histoire compte de nombreux exemples de conflits frontaliers. Ainsi, alors que Särna était initialement un village norvégien, il a été occupé en 1644 par 200 paysans suédois. L'arbalète qui se trouve sur les armoiries de la commune vient rappeler ces conflits.
Le village de Särna, comptant environ 930 habitants, est situé ici, au bord de la rivière Österdal. La principale source de revenu est le tourisme.

### Sud
La partie sud est de loin la plus peuplée, avec environ 5 000 personnes. La plupart d'entre eux parlent ou comprennent le dalécarlien, une langue scandinave parlée presque exclusivement dans cette commune.
Cette partie de la commune est considérée comme étant culturellement la plus intéressante, avec la ville d'Älvdalen et plusieurs villages connus, tels que Evertsberg, Blyberg, Klitten, Brunnsberg, Väster Myckeläng et Åsen.

## Localités principales
- Älvdalen
- Åsen
- Brunnsberg
- Evertsberg
- Idre
- Långnäset
- Lövnäs
- Nornäs
- Rot
- Särna
- Västermyckeläng
- Tyrinäs